# Château des marquis de Pompignan
Le château des marquis de Pompignan est un château situé sur la commune de Pompignan, dans le département de Tarn-et-Garonne en France.

## Localisation
Le château des marquis de Pompignan est construit sur une terrasse dominant le village de Pompignan, entre Montauban et Toulouse.

## Description
Le château des marquis de Pompignan a été construit au XVIIIe siècle par le poète Jean-Jacques Lefranc de Pompignan[réf. souhaitée]. Il est construit en brique rose de Toulouse et entouré d'un parc à l'anglaise. Le parc de Pompignan comptait une dizaine de fabriques,.

## Historique
Les façades du château et toitures et le pavillon d'entrée sont inscrits au titre des monuments historiques par arrêté du 16 février 1951, ainsi que la grille d'entrée, le mur d'enceinte et la terrasse.